# Carpelimus fontinalis
Carpelimus fontinalis är en skalbaggsart som beskrevs av Sharp 1880. Carpelimus fontinalis ingår i släktet Carpelimus och familjen kortvingar. Inga underarter finns listade i Catalogue of Life.